# Louis Van Gorp
Corneel Lodewijk Pieter Van Gorp (Arendonk, 21 september 1932 - aldaar, 26 december 2008) was een Belgisch kunstschilder, tekenaar en etser. Hij was de oprichter van de Gemeentelijke Academie voor Schone Kunsten in Arendonk en is vooral bekend als portretschilder. Zijn atelier was gelegen in de Kempense gemeente Arendonk.

## Opleiding
Van 1948 tot 1954 volgt Louis Van Gorp les (tekenen en anatomie) aan de Koninklijke Academie voor Schone Kunsten van Antwerpen. In 1954 slaagt hij er met grote onderscheiding en behaalt hij de Prijs Jussiant. Van 1958 tot 1964 volgt hij bijkomend een opleiding aan het Nationaal Hoger Instituut voor Schone Kunsten in Antwerpen, onder meer portret-, figuur- en dierenschilderen en kopergravure. Hij wordt er Laureaat, een titel die als erkenning van het meesterschap geldt.

## Levensloop
In 1963 is Louis Van Gorp oprichter van de Gemeentelijke Academie voor Schone Kunsten in Arendonk, waarvan hij tot 1993 directeur was en docent was in de hogere graad en specialisatiegraad schilderkunst. 
In 1968 huwt hij met Mariet Lavrijsen (Reusel, 30 juli 1944). Samen krijgen ze zeven kinderen. 
Er volgden diverse tentoonstellingen in binnen- en buitenland (o.a. Parijs en Osaka, Japan). In 1988 ontvangt hij de Prijs Erkenning van Verdienste Ernest Albert. 
Bij een privé-bezoek van koning Albert II en koningin Paola in 1994 krijgt hij de opdracht om portretten van het vorstelijke paar te schilderen. Later volgen het staatsieportret van koning Albert II voor de "Galerij der Koningen" van de Generale Maatschappij en de portretten van Frank Swaelen (erevoorzitter van de Senaat), Fred Chaffart (erevoorzitter van de Generale Bank), François Narmon (voorzitter van het B.O.I.C. en de Dexia-bank) en het gezin van Groothertog Hendrik van het Groothertogdom Luxemburg. 
In 1996 ontvangt hij de Burgerlijke Medaille Eerste Klasse, het ereteken van Ridder in de Kroonorde en het ereteken van Officier in de Orde van Leopold II. In 2000 krijgt hij het ereburgerschap van de gemeente Arendonk toegekend. 
Op 26 december 2008 overlijdt de kunstenaar aan een hartaanval tijdens een fietstocht door zijn geboortedorp.
De laatste maanden voor zijn dood bereidt de kunstenaar een tentoonstelling met tekeningen voor. Bij de opening van de tentoonstelling op 23 januari 2009 wordt, als postuum eerbetoon, een borstbeeld van de kunstenaar onthuld in de academie van Arendonk. "Louis Van Gorp Mystiek" (aug.-okt. 2012 in de O.L.V. kerk in Arendonk) is de eerste expositie met schilderijen van de kunstenaar na zijn overlijden. Voor deze tentoonstelling selecteerden zijn kinderen een dertigtal kunstwerken, waarvan een heel aantal nooit eerder het atelier van hun vader heeft verlaten.

## Voornaamste publicaties
- "Tekeningen Louis Van Gorp", 1983, uitgegeven door de Stichting Mercator-Plantijn
- "Figuratief tekenen in Vlaanderen, 1984, Uitgeverij Lannoo
- "Louis Van Gorp: tekeningen en grafiek", 1992, uitgegeven door Galerij Brabo
- "Louis Van Gorp: schilderijen", 1993, uitgegeven door Galerij Brabo
- "Schilderijen Louis Van Gorp: Ereburger gemeente Arendonk", 2000, uitgegeven door vzw NoordZuid
- "Louis Van Gorp Mystiek", 2012, uitgegeven n.a.v. de tentoonstelling in het kader van 800 jaar Arendonk

- Gemeinsame Normdatei: 119361906
- International Standard Name Identifier: 0000 0000 7860 9351
- Library of Congress Control Number: n96023027
- Virtual International Authority File: 72202365
- WorldCat: E39PBJwmYXRCxjPqRFf9WHJbh3